# Judo ai XVII Giochi del Mediterraneo - 52 kg femminile
Il torneo di judo nella categoria 52 kg femminile ai XVII Giochi del Mediterraneo si è tenuto il 21 giugno 2013 alla Mezitli Sports Hall.

## Calendario
Fuso orario EET (UTC+3).
| Data      | Ora   | Turno       |
| --------- | ----- | ----------- |
| 22 giugno | 12:00 | Preliminari |
| 22 giugno | 17:00 | Finali      |

## Risultati
Legenda
- 1° numero = Ippon
- 2° numero= Waza-ari
- 3° numero= Yuko

|  | Quarti di finale   | Quarti di finale   | Quarti di finale |                  |               | Semifinali    | Semifinali | Semifinali |  |  | Finale | Finale | Finale |  |
|  |                    |                    |                  |                  |               |               |            |            |  |  |        |        |        |  |
|  | Laura Gómez        | Laura Gómez        | 101              |                  |               |               |            |            |  |  |        |        |        |  |
|  | Laura Gómez        | Laura Gómez        | 101              |                  |               |               |            |            |  |  |        |        |        |  |
|  | Delphine Delsalle  | Delphine Delsalle  | 000              |                  |               |               |            |            |  |  |        |        |        |  |
|  | Delphine Delsalle  | Delphine Delsalle  | 000              |                  | Laura Gómez   | Laura Gómez   | 110        |            |  |  |        |        |        |  |
|  |                    |                    |                  |                  | Laura Gómez   | Laura Gómez   | 110        |            |  |  |        |        |        |  |
|  |                    |                    | Ayse Saadet Arca | Ayse Saadet Arca | 000           |               |            |            |  |  |        |        |        |  |
|  | M Karagiannopoulou | M Karagiannopoulou | Ayse Saadet Arca | Ayse Saadet Arca | 000           | 000           |            |            |  |  |        |        |        |  |
|  | M Karagiannopoulou | M Karagiannopoulou |                  |                  |               |               |            |            |  |  |        |        |        |  |
|  | Ayse Saadet Arca   | Ayse Saadet Arca   | 100              |                  |               |               |            |            |  |  |        |        |        |  |
|  | Ayse Saadet Arca   | Ayse Saadet Arca   | 100              |                  | Laura Gómez   | Laura Gómez   | 010        |            |  |  |        |        |        |  |
|  |                    |                    |                  |                  |               |               |            |            |  |  |        |        |        |  |
|  |                    |                    | Petra Nareks     | Petra Nareks     | 000           |               |            |            |  |  |        |        |        |  |
|  | Selma Sejdinović   | Selma Sejdinović   | Petra Nareks     | Petra Nareks     | 000           | 000           |            |            |  |  |        |        |        |  |
|  | Selma Sejdinović   | Selma Sejdinović   |                  |                  |               |               |            |            |  |  |        |        |        |  |
|  | Djazia Haddad      | Djazia Haddad      | 001              |                  |               |               |            |            |  |  |        |        |        |  |
|  | Djazia Haddad      | Djazia Haddad      | 001              |                  | Djazia Haddad | Djazia Haddad | 000        |            |  |  |        |        |        |  |
|  |                    |                    |                  |                  | Djazia Haddad | Djazia Haddad | 000        |            |  |  |        |        |        |  |
|  |                    |                    | Petra Nareks     | Petra Nareks     | 100           |               |            |            |  |  |        |        |        |  |
|  | Petra Nareks       | Petra Nareks       | Petra Nareks     | Petra Nareks     | 100           | 000           |            |            |  |  |        |        |        |  |
|  | Petra Nareks       | Petra Nareks       |                  |                  |               |               |            |            |  |  |        |        |        |  |
|  | Elena Moretti      | Elena Moretti      | 000              |                  |               |               |            |            |  |  |        |        |        |  |

### Turno di ripescaggio
Le perdenti dei quarti di finale sono incluse nel tabellone ripescaggio a partire dalle semifinali. Le vincitrici vengono ammesse in due finali parallele, dove incontrano le due atlete sconfitte nelle semifinali del tabellone principale, per due medaglie di bronzo.
| Semifinali             | Semifinali |  |  | Finali            | Finali |
|                        |            |  |  |                   |        |
|                        |            |  |  |                   |        |
| Maria Karagiannopoulou | 000        |  |  |                   |        |
| Delphine Delsalle      | 000        |  |  | Delphine Delsalle | 000    |
|                        |            |  |  | Djazia Haddad     | 000    |
|                        |            |  |  |                   |        |
|                        |            |  |  | Elena Moretti     | 010    |
| Selma Sejdinović       | 000        |  |  | Ayse Saadet Arca  | 120    |
| Elena Moretti          | 101        |  |  |                   |        |